# Plaza Miserere
Este artículo trata sobre la plaza porteña, para la estación del Subte de Buenos Aires situada debajo de ella vea Estación Plaza de Miserere.

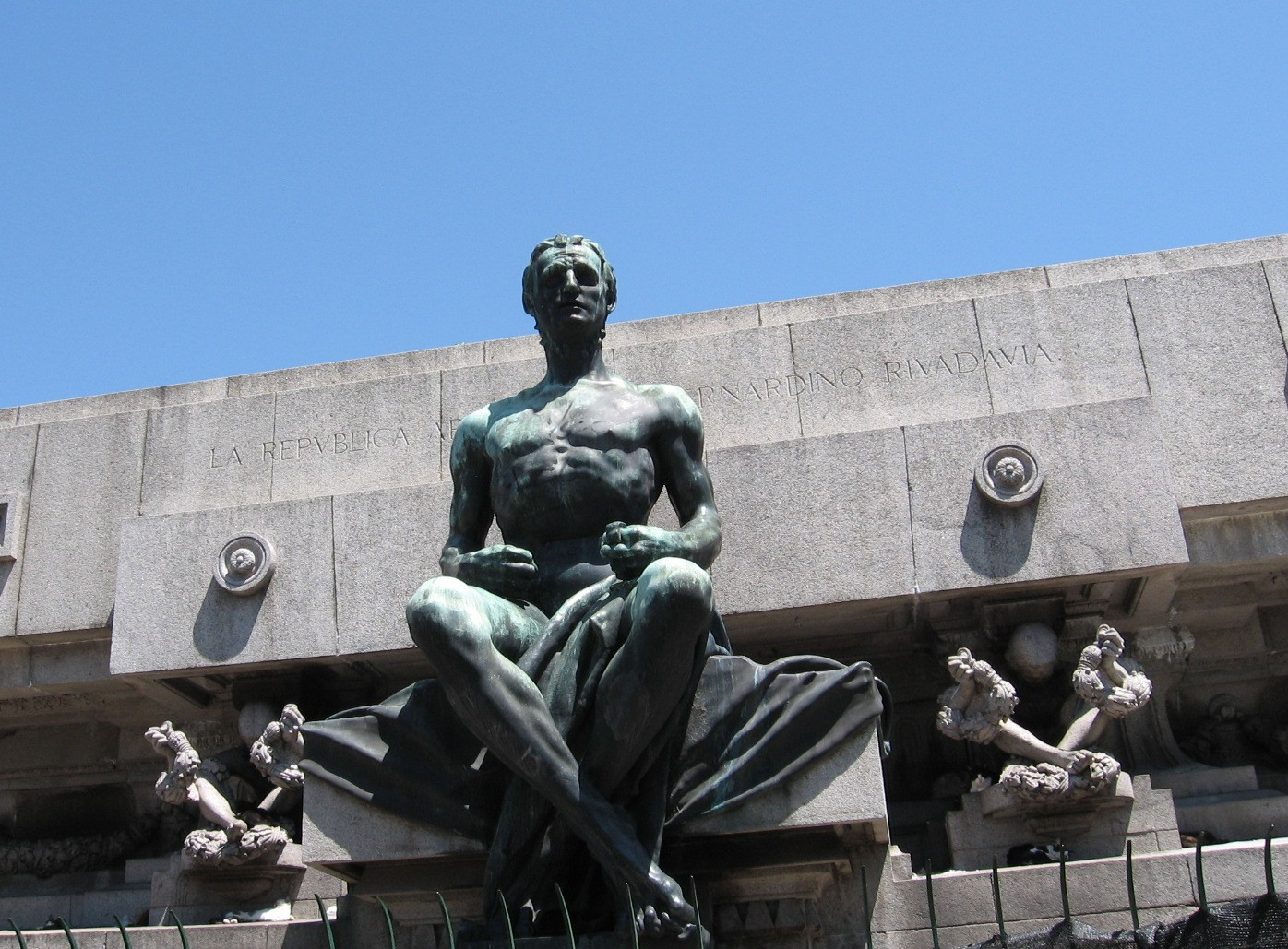
Mausoleo de Bernardino Rivadavia obra del escultor Rogelio Yrurtia.

Vista de la plaza hacia fines del siglo XIX.

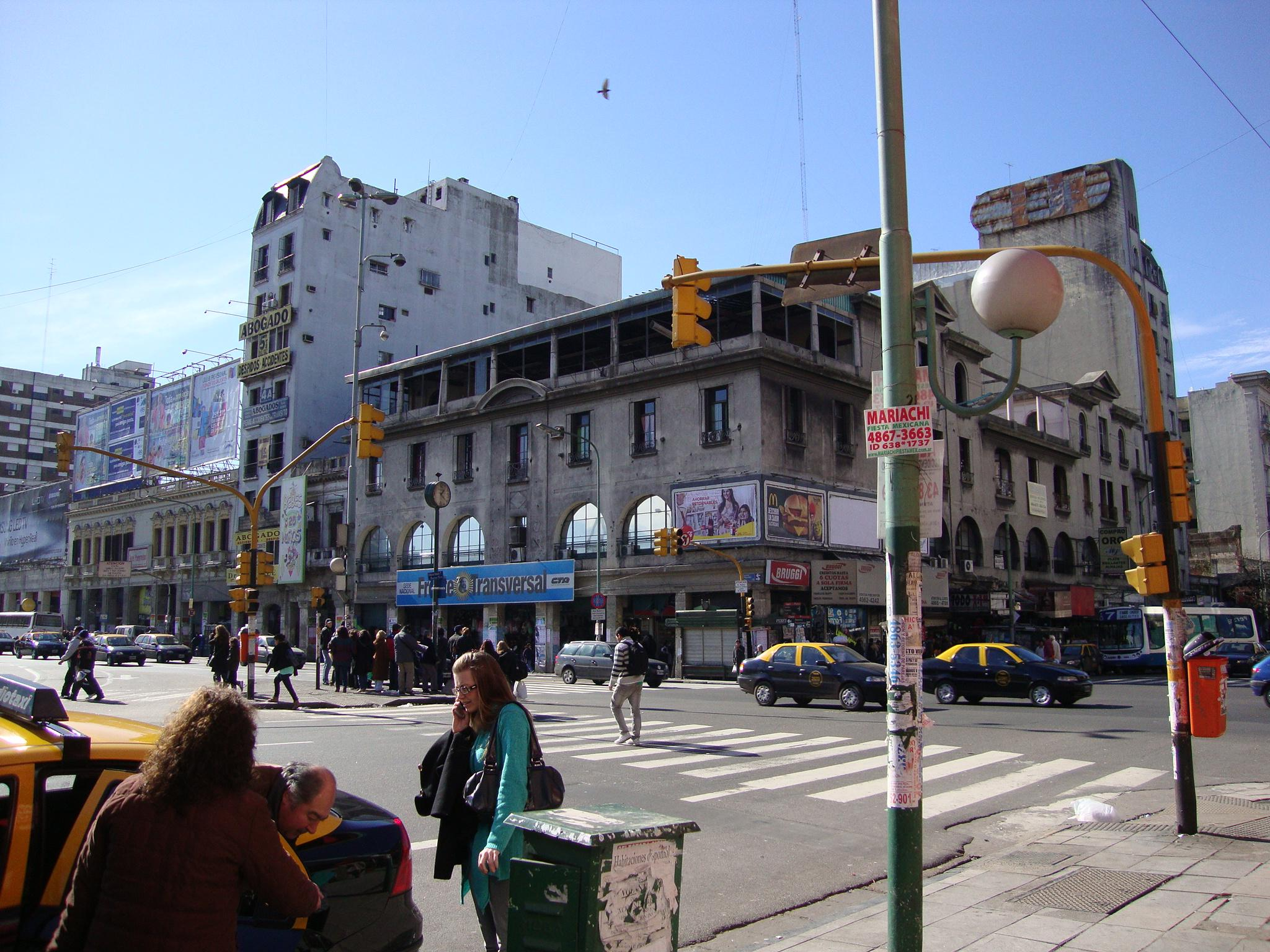
Recova de la Avenida Pueyrredón.

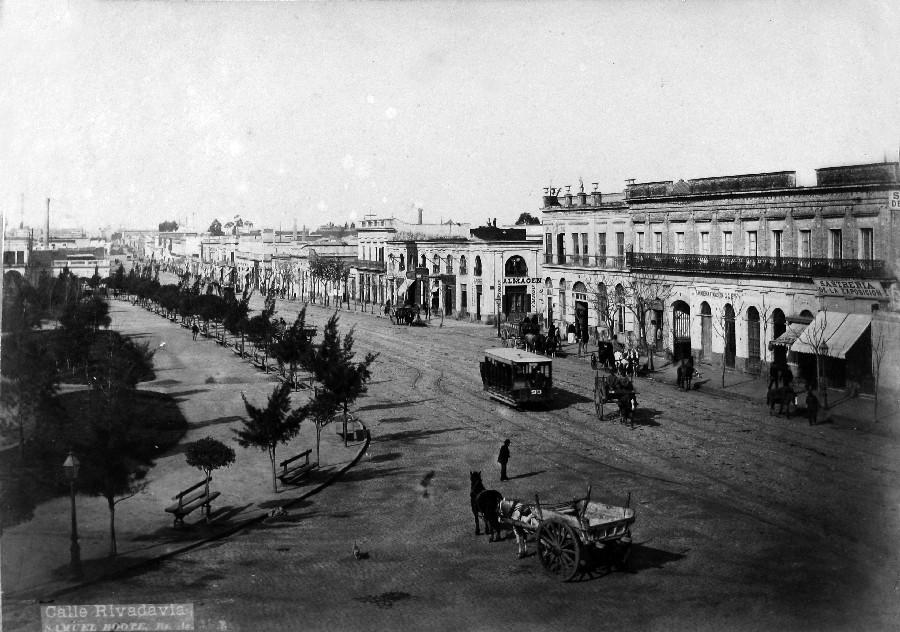
Plaza Miserere a fines del.

La plaza Miserere es una de las principales plazas de Buenos Aires, Argentina. 

## Descripción e historia
La plaza Miserere (o plaza de Miserere) se encuentra en el corazón del barrio de Balvanera. Debe su nombre al antiguo vecino Antonio González Varela, apodado "miserere", por su misericordia y bonhomía, pero popularmente es mucho más conocida como plaza Once, puesto que a su lado se encuentra la estación Once de Septiembre del Ferrocarril Sarmiento.
El lugar en donde se halla emplazada la plaza fue inicialmente una quinta, conocida como Quinta de Miserere o Corrales de Miserere. Hacia 1814 se la denominó como Mataderos de Miserere, llamándose Hueco de los corrales en 1817 y Mercado del Oeste por 1850. También fue conocida como Mercado o Plaza 11 de Septiembre, en homenaje al 11 de septiembre de 1852. La denominación plaza Miserere data de 1947.
En esta plaza se concentraron las fuerzas que reconquistaron la ciudad invadida por los ingleses en 1806, y durante la segunda invasión inglesa, en 1807, las tropas argentinas de Liniers fueron vencidas en este lugar en el llamado Combate de Miserere.

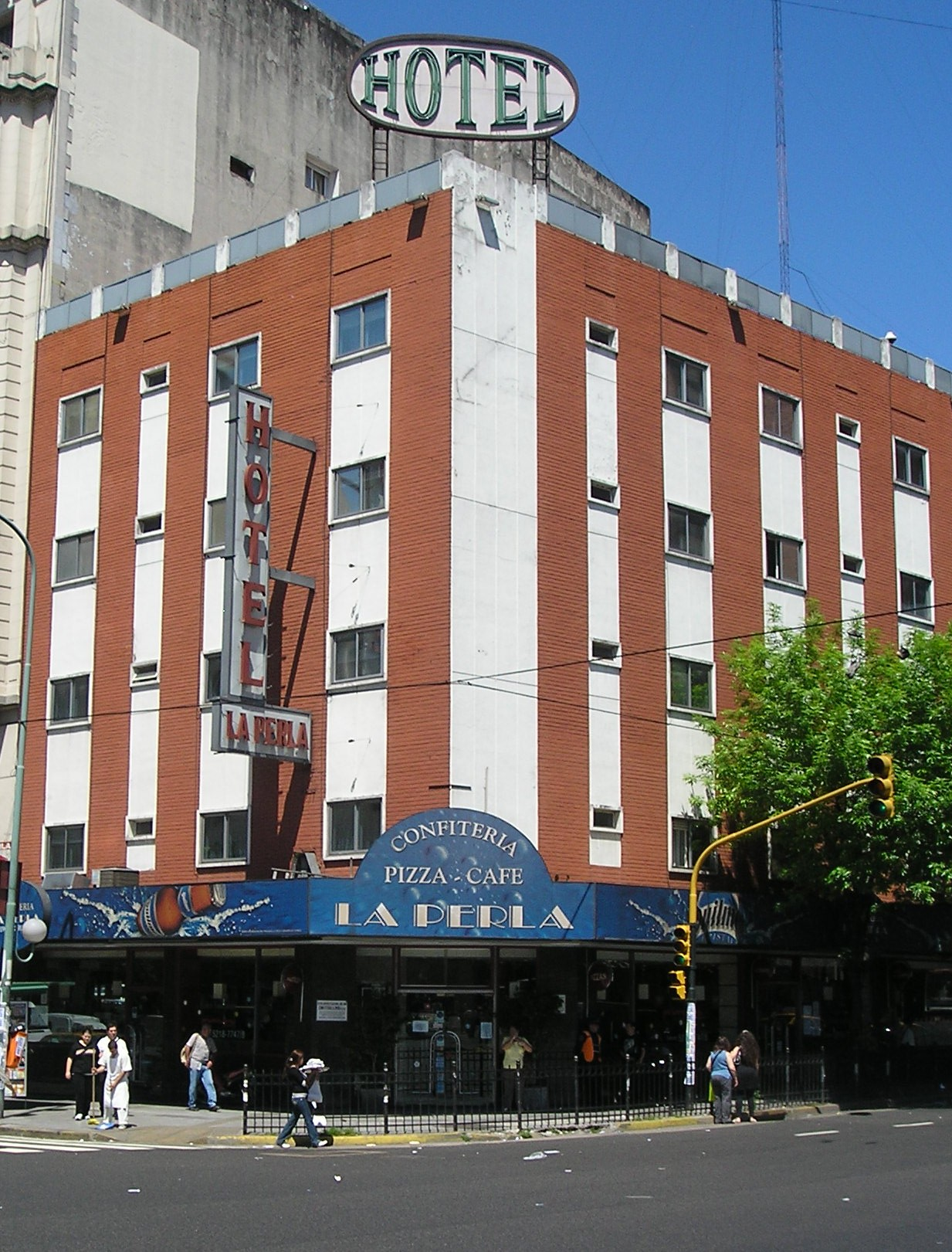
La Perla del Once, frente a Plaza Miserere.
Allí Litto Nebbia y Tanguito compusieron La Balsa en 1967, origen del rock argentino.

El Mercado 11 de Septiembre funcionó hasta 1882, fecha en la que el intendente Torcuato de Alvear inició la delimitación de la plaza. En 1913 sufrió una remodelación importante cuando se construyó la estación de subterráneos que se encuentra debajo de ella.
El diseño actual es de 1923, habiéndose incluido el mausoleo de Bernardino Rivadavia en 1932, obra del escultor Rogelio Yrurtia, donde se guardan sus cenizas pese a su deseo de que sus restos no descansasen en Argentina, la misma representa la única tumba de un prócer que se encuentra en una plaza pública en Buenos Aires.

## Localización
La plaza se encuentra situada en la avenida Rivadavia 2800, y la rodean también la avenida Pueyrredón, y las calles La Rioja y Bartolomé Mitre. 
Junto a la plaza se encuentran la estación Plaza Miserere de la línea A de subte, la combinación entre esta y la estación Once de la línea H, así como la Estación Once del Ferrocarril Domingo Faustino Sarmiento. Además, en el corazón de esta plaza, se encuentra la estación n.º 13 perteneciente al Sistema de Transporte Público de bicicletas.

## Actualidad
En la actualidad circulan los días hábiles unas 200.000 personas. A dicha plaza llega la línea Sarmiento de trenes, las líneas A y H de subtes, y unas 20 líneas de colectivos.
En febrero de 2007, el gobierno nacional llevó a cabo una remodelación de la Estación Once de Septiembre y los edificios que rodean la plaza y con frente hacia Mitre y hacia Perón (a los costados de las vías), emplazándose más estacionamientos, comercios y oficinas. En tanto la ciudad llevó a cabo en 2001 una remodelación que representó una inversión de más de 10 millones de pesos, duraron un año y abarcaron  36 mil metros cuadrados.
 Muchos edificios aledaños de departamentos alojan a una o más tiendas en su planta baja. En los últimos años se ha denunciado la instalación de talleres clandestinos en los alrededores.